# The Beat (gruppo musicale britannico)
I The Beat sono stati un gruppo musicale britannico formatosi a Birmingham nel 1978. Produssero tre album di grande successo acquistando notevole popolarità, poi si sciolsero.

## Formazione
- Ranking Roger - voce (1978-1983)
- Dave Wakeling - chitarra, voce (1978-1983)
- Andy Cox - chitarra (1978-1983)
- David Steele - basso (1978-1983)
- Everett Morton - batteria (1978-1983)
- Saxa - sassofono (1978-1983)

## Discografia
Album in studio
- 1980 - I Just Can't Stop It
- 1981 - Wha'ppen?
- 1982 - Special Beat Service

Singoli
- 1979 - Tears of a Clown/Ranking Full Stop
- 1980 - Hands Off..She's Mine
- 1980 - Mirror in the Bathroom
- 1980 - Best Friend/Stand Down Margaret (Dub)
- 1980 - Too Nice to Talk To
- 1981 - All Out to Get You/Drowning
- 1981 - Doors of Your Heart
- 1981 - Hit It
- 1982 - Save It for Later
- 1982 - Jeanette
- 1982 - I Confess
- 1983 - Can't Get Used to Losing You
- 1983 - Ackee 1-2-3
- 1996 - Mirror In The Bathroom